# Erich Hermès
Erich Hermès, né le 18 janvier 1881 à Ludwigshafen-sur-le-Rhin et mort le 21 juin 1971 à Genève, est un artiste peintre et dessinateur genevois d'origine allemande.

## Biographie
Né en 1881 à Ludwigshafen am Rhein (Allemagne), Erich Hermès est issu d’une famille huguenote du sud de la France, émigrée à Königsberg (Kaliningrad). Alors qu’il est encore enfant, sa famille vient s’installer à Lausanne et il reçoit la nationalité Suisse. Après un apprentissage de peintre-décorateur, il intègre l'Ecole des beaux-arts de Genève, où il étudie la sculpture et la peinture auprès de Léon Gaud, Édouard John Ravel et Hugues Bovy. A deux reprises, il reçoit le prix Diday, puis se voit attribuer également le prix Calame. En 1909, la Confédération lui octroie une bourse qui lui permet d’effectuer un séjour à Paris. 
De retour à Genève, il s’y installe de manière définitive, mais passe beaucoup de temps en montagne, au contact de la nature, effectuant plusieurs séjours à Bauen, dans le canton d’Uri, où il exécutera de nombreux croquis et aquarelles. Hermès effectue par la suite d’autres voyages en vue de parfaire sa formation, notamment à Munich et également en Italie.
La peinture monumentale l’intéresse tout particulièrement, tant dans les bâtiments publics que privés. Il travaille ainsi à la décoration de nombreux édifices religieux, par exemple les fresques de l’église de Vérossaz (Saint-Maurice), et crée également des vitraux, aussi bien pour des églises catholiques que pour des temples protestants, comme c’est le cas à Carouge et au temple de Saint-Jean (Genève). Dans sa peinture de chevalet, il est d’abord proche de Ferdinand Hodler, dont l’œuvre marque profondément ses jeunes années, mais avec le temps, il bascule vers la Nouvelle Objectivité.
Hermès est cependant surtout reconnu pour son apport dans les arts graphiques, particulièrement la création d’affiches dans les années 1930 et 1940 pour les stations des Alpes suisses, que ce soit Montana, Caux (Montreux) ou Zinal, ainsi que les chemins de fer du MOB (Chemin de fer Montreux Oberland bernois). Il fait ainsi l’apologie des sports d’hiver en Suisse et promeut quantité d’hôtels comme le Monte-Rosa ou le Viktoria à Zermatt. A l’occasion, il met son art au service de produits de consommation tel du vin, des cigares ou encore les machines à écrire Hermès.
Alors qu’il franchit le cap des 70 ans, il se lance dans l’apprentissage de l’espagnol et part à la découverte de la Costa Brava, où il passe beaucoup de temps à L'Escala. Il installe aussi fréquemment son chevalet à Majorque. Hermès s’éteint à Genève en juin 1971.

## Sélection d'œuvres
- La rade de Genève, 1916. Buffet de la gare de Lausanne
- Bildnis des Hermann Ziegler im Unterwaldner-Kittel und mit Pfeife, 1942. Musée national suisse, Zurich
- Das "Klausenhaus" in Bauen, zweigeschossiges Holzhaus mit bemalten Fensterläden, 1943. Musée national suisse, Zurich
- L'église de Champéry, s.d.. Collection Banque Cantonale du Valais